# Comité d'urgence des scientifiques atomistes

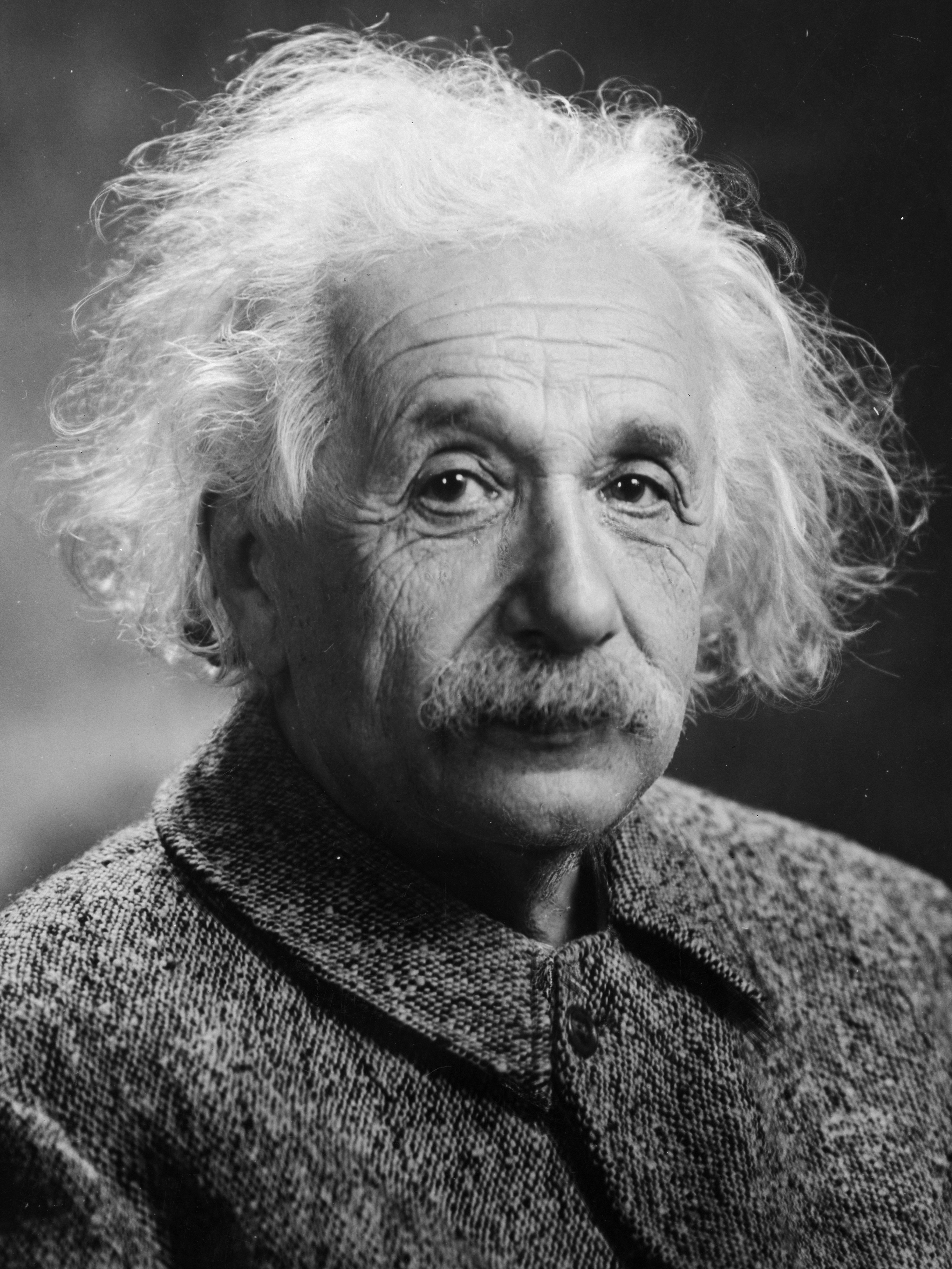
Albert Einstein.

Le Comité d'urgence des scientifiques atomistes a été fondé en 1946 par Albert Einstein et Leó Szilárd. Son but était de faire prendre conscience à l'opinion publique des dangers associés au développement des armes nucléaires, de promouvoir l'utilisation pacifique de l'énergie nucléaire, et de promouvoir la paix dans le monde, ce que les membres du comité considéraient comme la seule manière d'éviter une nouvelle utilisation de l'arme atomique.
Le comité a été établi dans le sillage de la « pétition Szilárd », remise en 1945 au président des États-Unis Harry S. Truman pour s'opposer à l'utilisation de l'arme atomique, pétition signée par 68 scientifiques ayant travaillé sur le projet Manhattan. Une partie des scientifiques travaillant sur le Projet Manhattan n'avait pas entièrement conscience sur le moment de ce qu'ils étaient en train de créer.
Le comité n'a jamais été constitué d'autres personnes que les huit membres de son conseil d'administration, à savoir :
- Albert Einstein, président ;
- Harold Clayton Urey, vice-président ;
- Hans Bethe ;
- T. R. Hogness
- Philip Morse ;
- Linus Pauling ;
- Leó Szilárd ;
- Victor Weisskopf.

Une moitié de ces membres avaient travaillé directement sur le projet Manhattan, mais tous avaient été directement impliqués ou consultés pour la fabrication de la première bombe atomique.
Plusieurs des membres du comité donnèrent des cycles de conférences pour promouvoir son message de paix. Ils produisirent des supports promotionnels, dont le premier film illustrant ce que pourrait être une guerre nucléaire totale. Le comité fut également très actif dans l'opposition au développement de la première bombe H.
Le comité fut actif pendant quatre ans jusqu'en 1950, après quoi les membres se séparèrent progressivement, même si la plupart d'entre eux continuèrent leur campagne contre les armes nucléaires et participèrent aux Pugwash Conferences on Science and World Affairs.